# Dipturus macrocauda
Dipturus macrocauda är en rockeart som först beskrevs av Ishiyama 1955.  Dipturus macrocauda ingår i släktet Dipturus och familjen egentliga rockor. IUCN kategoriserar arten globalt som otillräckligt studerad. Inga underarter finns listade i Catalogue of Life.